# باد مشتال
باد مشتال (به آلمانی: Bad Emstal) یک منطقهٔ مسکونی در آلمان است که در کسل واقع شده‌است. باد مشتال ۶٬۲۲۹ نفر جمعیت دارد.

## خواهرخوانده
شهرهای Bruck an der Großglocknerstraße, Les Ponts-de-Cé و Kühren-Burkartshain خواهرخوانده‌های باد مشتال هستند.